# Hovhannes Kajaznuni
Hovhannes Kajaznuni  (en armenio: Հովհաննես Քաջազնունի; Ajaltsije, 1 de febrero de 1867-Ereván, 15 de enero de 1938) fue un político armenio que ejerció el cargo de primer ministro durante la Primera República de Armenia.
Kajaznuni nació en Georgia, entonces parte del Imperio ruso. Su nombre original era Hovhannes Ter-Hovhannisian. Realizó estudios secundarios en Tiflis, y en 1893 se graduó en San Petersburgo como ingeniero civil.
Kajaznuni ejerció como arquitecto e ingeniero en diversas partes del Cáucaso entonces ruso. Entre 1893 y 1895 lo hizo en Bakú, de 1896 a 1897 en Batumi, en Tiflis de 1897 a 1899, volviendo a Bakú desde 1899 hasta 1906. En 1909 comenzó la construcción de la iglesia de San Mateo y San Bartolomé de Bakú -posteriormente destruida- edificio que no acabó ya que en 1911 hubo de huir para no ser juzgado dentro de los procesos contra la Federación Revolucionaria Armenia (conocida también como "Dashnaktsutyun").
Dejó el territorio ruso y vivió en Turquía hasta 1914. En 1911-12 construyó la Casa de los Trabajadores en Van.
En 1914 volvió a Transcaucasia. En 1917 fue elegido miembro del Consejo Nacional Armenio. Representó al Dashnaktsutyun en el parlamento de Transcaucasia a finales de 1917 y principios de 1918, pasando a ser ministro de finanzas de la República Democrática Federal de Transcaucasia durante su breve existencia (abril y mayo de 1918).
Participó en las negociaciones de paz con Turquía en Trebisonda (marzo y abril de 1918) y Batumi (mayo y junio del mismo año), siendo uno de los signatarios del Tratado de Batumi.
Cuando en mayo de 1918 el Consejo Nacional Armenio declaró la independencia de Armenia, Kajaznuni fue designado por unanimidad primer ministro. Formó un gobierno que se trasladó a Ereván en julio. En febrero de 1919, Kajaznuni viajó por Europa y los Estados Unidos para conseguir ayuda para Armenia. La ayuda comenzó a llegar en primavera. Participó en la Conferencia de Paz de París, y en septiembre de 1920 regresó a Armenia, donde fue detenido tras la instauración del régimen soviético. Liberado durante el alzamiento de 1921, marchó a Bucarest.
En agosto de 1923, Kajaznuni abandonó la Federación Revolucionaria Armenia y publicó el panfleto “El Dashnaktsutyun ya no tiene nada que hacer". En 1924 pidió al gobierno de la Armenia soviética permiso para regresar y desde 1925 vivió en Ereván. Allí fue profesor en la universidad y de 1927 a 1931 participó en el Comité Técnico de Construcción de la República Socialista Soviética Armenia. Diseñó edificios y desarrolló trabajos técnicos; dejó en desarrollo un diccionario de términos de construcción ruso-armenio.
Fue víctima de las purgas de 1937. El cinco de diciembre de dicho año fue condenado a muerte por el Tribunal Supremo de la República Socialista Soviética Armenia. El 10 de febrero de 1938 murió en prisión.